# Noortje Driessen
Noortje Driessen (22 augustus 1999) is een basketbalster die momenteel 3x3-basketbal speelt. Ze speelt op de positie Shooting guard.

## Carrière
Driessen begon haar carrière in 2014 bij Grasshoppers. Haar team won in 2018 voor het eerst het Nederlands kampioenschap en de Carla de Liefde Trofee. In 2021 maakte Driessen de overstap naar GiroLive Panthers Osnabrück in Duitsland. Twee jaar later keerde ze terug naar Grasshoppers, waar haar team in 2024 en 2025 opnieuw het Nederlands kampioenschap en de Carla de Liefde Trofee won.
Met het Nederlands 3×3-basketbalteam won Driessen de zilveren medaille op het Europees kampioenschap 3×3-basketbal van 2022, de gouden medaille op het Europees kampioenschap 3×3-basketbal van 2023 en de bronze medaille op het Europees kampioenschap 3×3-basketbal van 2024. In 2025 maakte Driessen deel uit van het Nederlands 3×3-basketbalteam voor het Wereldkampioenschap 3×3-basketbal, waar ze goud wonnen.

## Privé
Noortje is de jongere zus basketballer Jan Driessen. 